# Francisco Sarsfield Cabral
Francisco Luís Sarsfield Pereira Cabral  (Porto, 6 de maio de 1939) é um especialista em assuntos económicos e políticos e jornalista português.

## Formação e carreira
Licenciado em Direito, pela Universidade de Lisboa em 1962, Sarsfield Cabral dedicou a maior parte da sua carreira ao jornalismo, mas também desempenhou atividades na função pública e em associações empresariais.  A sua primeira experiência profissional foi nos quadros do Secretariado Técnico da Presidência do Conselho (1963-1964), de onde saiu para se integrar na Associação Industrial Portuguesa (1965-1978). 
Em 1970 torna-se jornalista no Diário Popular, matutino onde permanece até 1975. Nesse ano passará para o semanário O Jornal, criado por Carlos Cáceres Monteiro e José Carlos de Vasconcelos. Em 1977 ingressa na RTP, onde chegará a ser, no ano de 1979, subdiretor para a informação.
À entrada da década de 1980 regressa à área empresarial — foi diretor de Relações Externas da Petrogal (1979-1985). Depois, com as vitórias do Partido Social-Democrata, então liderado por Aníbal Cavaco Silva, volta às funções públicas, exercendo, sucessivamente, as funções de adjunto do Ministro dos Negócios Estrangeiros de Portugal (1985-1987); assessor do Primeiro-Ministro Cavaco Silva (1987-1991); diretor do Gabinete da Comissão Europeia em Portugal (1991-1996).
No ano de 1996 Sarsfiedl Cabral retomou a sua carreira no jornalismo. Integrou a Rádio Renascença entre Outubro de 1996 e Novembro de 1997 e, novamente, a partir de Março de 1998, até aos dias de hoje. Foi inclusive director de Informação da Rádio Renascença entre Maio de 2003 e Dezembro de 2008. 
Pelo meio, foi Director do jornal Público entre Dezembro de 1997 e Março de 1998, onde permaneceu como colunista até Abril de 2002. 
Foi igualmente colunista do jornal Diário de Notícias de Maio de 2002 a Abril de 2007. A 5 de outubro de 2002, foi agraciado com o grau de Grande-Oficial da Ordem do Mérito.
Foi comentador do Jornal 2 da RTP entre 1997 e 2003. 
Actualmente, colaborador da Renascença, colunista do jornal SOL  e comentador da SIC.
Na comunicação social permanece como um solicitado comentador de assuntos económicos e de integração europeia, matérias em que tem colaborado regularmente na RTP, TVI, Expresso, Diário de Notícias, A Luta, O Primeiro de Janeiro, Semanário, A Tarde, Jornal da Tarde, Público, revista Fortuna, revista Visão, entre outros.

## Obras
Autor de quatro livros:
- Uma Perspectiva sobre Portugal, Moraes, 1973;
- Política, Economia e Ética, Semanário, 1985;
- Autonomia Privada e Liberdade Política, Fragmentos, 1988;
- Ética na Sociedade Plural, Tenacitas, 2001.

Escreveu também numerosos ensaios sobre temas económicos, políticos e filosóficos (nomeadamente nas revistas Brotéria e Communio). Co-autor do livro Reformar Portugal editado em 2002 (edições Oficina do Livro).